# یویچی کومانو
یویچی کومانو (به انگلیسی: Yuichi Komano) بازیکن فوتبال اهل ژاپن و عضو تیم ملی فوتبال ژاپن است که در تاریخ ۰۳ اوت ۲۰۰۵ میلادی اولین بازی ملی‌اش را انجام داد. او در ۷۲ بازی ملی حضور داشت و آخرین بازی ملی خود را در تاریخ ۱۱ سپتامبر ۲۰۱۲ میلادی انجام داد. یویچی کومانو در بازی‌های ملی‌اش
۱ گل به ثمر رساند.